# Cornelia Trauschke
Cornelia Trauschke (* 5. Dezember 1966) ist eine ehemalige deutsche Fußballspielerin.

## Karriere

### Vereine
Trauschke spielte zunächst für den VfB Uerdingen aus dem gleichnamigen Krefelder Stadtteil, kam im Alter von 19 Jahren in der Regionalliga West, der ersten verbandsübergreifenden Liga im deutschen Frauenfußball bestehend aus den Verbänden Westfalen, Niederrhein und Mittelrhein, zum Einsatz und belegte am Saisonende mit ihrem Verein den fünften Platz.
Von 1987 bis 1990 spielte sie für die SSG 09 Bergisch Gladbach, mit der sie aufgrund der Platzierungen eins, zwei und drei – die in der Regionalliga West erreicht wurden – für die Endrunden um die Deutsche Meisterschaft qualifiziert war.
Im Finale von 1988 setzte sich ihr Verein mit 5:4 im Elfmeterschießen gegen den KBC Duisburg durch. Ein Jahr später gewann ihr Verein im Endspiel mit 2:0 gegen den TuS Ahrbach. Ein dritter Titel in Serie wurde verpasst, nachdem die SSG Bergisch Gladbach das Finale 1990 gegen den TSV Siegen mit 0:3 verlor.
Danach war sie eine kurze Zeit lang für Grün-Weiß Brauweiler in der Gruppe Nord der seit 1990 und bis 1997 bestehenden zweigleisigen Bundesliga aktiv.
Von 1993 bis 1996 spielte sie dann für den Ligakonkurrenten TSV Siegen, mit dem sie 1994 das DFB-Pokal-Finale erreichte – jedoch mit 1:2 gegen Grün-Weiß Brauweiler verlor – und 1996 noch einmal Deutscher Meister wurde.
In der Saison 1999/2000 bestritt sie acht Punktspiele, in denen ihr ein Tor gelang, in der eingleisigen Bundesliga für die Sportfreunde Siegen.

### Auswahl-/Nationalmannschaft
Als Spielerin der Auswahlmannschaft des Fußballverbandes Niederrhein gewann sie zudem von 1985 bis 1987 dreimal den Länderpokal.
Trauschke absolvierte drei Länderspiele für die deutsche A-Nationalmannschaft. Ihr Debüt gab sie am 16. Mai 1987 im saarländischen Dillingen beim 2:0-Sieg über die Nationalmannschaft Frankreichs, bevor sie in der 53. Minute für Eva Minor ausgewechselt wurde. Ihre letzten beiden Einsätze als Nationalspielerin hatte sie am 20. und 22. Juli 1988, bei der 0:1-Niederlage im Testspiel gegen die Nationalmannschaft Italiens und bei der 1:2-Niederlage gegen die Nationalmannschaft der Vereinigten Staaten jeweils im italienischen Arco.

## Erfolge
Auswahlmannschaft Niederrhein
- Länderpokal-Sieger 1985, 1986, 1987

SSG Bergisch Gladbach
- Deutscher Meister 1988, 1989

TSV Siegen
- Deutscher Meister 1996
- DFB-Pokal-Finalist 1994